# False Idol
False Idol es el sexto álbum de estudio de la banda estadounidense de metalcore Veil of Maya. Fue lanzado el 20 de octubre de 2017 a través de Sumerian Records. Las partes instrumentales del álbum fueron producidas por Max Schad, mientras que las partes vocales fueron producidas por Brandon Paddock.

## Lista de canciones
| N.º | Título                | Duración |  |
| 1.  | «Lull» (instrumental) | 0:37     |  |
| 2.  | «Fracture»            | 3:14     |  |
| 3.  | «Doublespeak»         | 4:12     |  |
| 4.  | «Overthrow»           | 3:55     |  |
| 5.  | «Whistleblower»       | 3:27     |  |
| 6.  | «Echo Chamber»        | 4:10     |  |
| 7.  | «Pool Spray»          | 3:29     |  |
| 8.  | «Graymail»            | 3:42     |  |
| 9.  | «Manichee»            | 3:12     |  |
| 10. | «Citadel»             | 3:41     |  |
| 11. | «Follow Me»           | 3:26     |  |
| 12. | «Tyrant»              | 2:48     |  |
| 13. | «Livestream»          | 4:05     |  |

## Personal
Veil of Maya
- Lukas Magyar - voz
- Marc Okubo – guitarra
- Danny Hauser – bajo
- Sam Applebaum - batería